# Georgia Bourke
Georgia Bourke es una actriz británica, más conocida por haber interpretado a Lacey Kane en la serie Hollyoaks.

## Biografía
Georgia se entrenó en el "Italia Conti Academy of Theatre Arts" en Londres.

## Carrera
En 2011  obtuvo un pequeño papel en la película Jane Eyre, donde interpretó a Leah. El 23 de julio de 2012, se unió a la serie británica Hollyoaks, donde interpretó a la estudiante Lacey Kane hasta el 29 de noviembre del mismo año. En 2013 interpretó a Jess Zumski en la serie médica Doctors en el episodio "The Loner". Anteriormente había aparecido por primera vez en la serie en 2011, cuando interpretó a Lacey Macey durante el episodio "What Yellow Brick Road?".

## Filmografía[2]

### Series de televisión
| Año  | Título         | Personaje   | Notas                |
| ---- | -------------- | ----------- | -------------------- |
| 2013 | Doctors        | Jess Zumski | episodio "The Loner" |
| 2012 | Hollyoaks      | Lacey Kane  | 64 episodios         |
| 2012 | Silent Witness | Lauren      | 2 episodios          |

### Películas
| Año  | Título          | Personaje | Notas                                                                            |
| ---- | --------------- | --------- | -------------------------------------------------------------------------------- |
| 2011 | Jane Eyre       | Leah      | junto a Sally Hawkins, Jayne Wisener, Freya Wilson, Emily Haigh y Simon McBurney |
| 2009 | Girl Like Me    | Lucy      | corto - junto a Steven Elder, Maria Burgess, Tara Ellis e Ian Rixon              |
| -    | My Sister Jodie | Jodie     | -                                                                                |